# Миротин (Підкарпатське воєводство)
Миротин (пол. Mirocin) — розташоване на Закерзонні село в Польщі, у гміні Переворськ Переворського повіту Підкарпатського воєводства.
Населення — 1282 особи (2011).

## Історія
У 1394 р. Ян з Тарнова листом надав Миротин переворським меховитам і зазначив, що в селі живуть справжні християни.
У 1831 р. в селі була греко-католицька парохія, яка належала до Каньчуцького деканату Перемишльської єпархії, у селі було 182 парафіянина, при церкві діяла парохіяльна школа.
Відповідно до «Географічного словника Королівства Польського» в 1885 р. Миротин знаходився у Ланцутському повіті Королівства Галичини і Володимирії, проживали 492 римо-католики, 120 греко-католиків і 20 євреїв. На той час унаслідок півтисячоліття латинізації та полонізації українці лівобережного Надсяння опинилися в меншості.
У 1939 році в селі проживало 1370 мешканців, з них 260 українців-грекокатоликів, 1090 поляків і 20 євреїв. Село входило до ґміни Переворськ Переворського повіту Львівського воєводства.
Польський терор спонукав українців переселятись до СРСР. 1945 року з села до СРСР вивезли 92 українців (32 сім'ї). Переселенці прибули до Тернопільської області. Решту українців у 1947 р. під час операції «Вісла» депортовано на понімецькі землі.
У 1975-1998 роках село належало до Перемишльського воєводства.

## Церква
Церква Преображення Господа Нашого Ісуса Христа збудована в 1790 р. була парохіяльною церквою Каньчуцького (з 1920 р. — Лежайського) деканату Перемишльської єпархії. В 1831 р. парафія охоплювала місто Переворськ та села Грязка, Розбір, Мокра Сторона і Буди. У 1836 р. додалося село Гнівчина, у 1842 р. — Горличина, у 1868 р. — Уїзна, Мацьківка, Студян, Новосільці і Косина, у 1873 р. — Буди Ланьцутські, у 1879 р. — Ожанськ, у 1904 р. — Дубів і Святоньова.

## Демографія
Демографічна структура станом на 31 березня 2011 року:
|          | Загалом | Допрацездатний вік | Працездатний вік | Постпрацездатний вік |
| -------- | ------- | ------------------ | ---------------- | -------------------- |
| Чоловіки | 658     | 138                | 461              | 59                   |
| Жінки    | 624     | 102                | 375              | 147                  |
| Разом    | 1282    | 240                | 836              | 206                  |